# Юрга (Абатський район)
Юрга́ (рос. Юрга) — присілок у складі Абатського району Тюменської області, Росія.
Населення — 80 осіб (2010, 132 у 2002).
Національний склад станом на 2002 рік:
- росіяни — 100 %